# Bipasha Basu
Bipasha Basu (sinh ngày 07 tháng 1 năm 1979) là một nữ diễn viên Ấn Độ xuất hiện trong bộ phim ngôn ngữ Tiếng Hin-đi. Cô cũng đã diễn xuất trong các phim tiếng Telugu, Bengali và tiếng Tamil. Cô đã có một sự nghiệp người mẫu thành công trước khi đóng phim.
Các phim tiêu biểu: Raaz (2002), phim kinh dị khiêu dâm Jism (2003), Apharan (2005), Corporate (2006), No Entry, Phir Hera Pheri (2006), Dhoom 2 (2006), Race (2008), Bachna Ae Haseeno (2008) và Lamhaa (2010). Năm 2012 cô tham gia bộ phim Australia tên Singularity.

## Phim đã đóng
| Năm  | Phim                             | Vai                           | Ghi chú                                                          |
| ---- | -------------------------------- | ----------------------------- | ---------------------------------------------------------------- |
| 2001 | Ajnabee                          | Sonia/Neeta                   | Filmfare Award for Best Female Debut                             |
| 2002 | Takkari Donga                    | Panasa                        | Telugu film                                                      |
| 2002 | Raaz                             | Sanjana Dhanraj               | Nominated—Filmfare Award for Best Actress                        |
| 2002 | Aankhen                          | Raina                         |                                                                  |
| 2002 | Mere Yaar Ki Shaadi Hai          | Ria                           |                                                                  |
| 2002 | Chor Machaaye Shor               | Ranjita                       |                                                                  |
| 2002 | Gunaah                           | Prabha Narayan                |                                                                  |
| 2003 | Tujhe Meri Kasam                 | Herself                       | Special appearance                                               |
| 2003 | Jism                             | Sonia Khanna                  | Nominated—Filmfare Award for Best Performance in a Negative Role |
| 2003 | Footpath                         | Sanjana Rai Shingla Khan      |                                                                  |
| 2003 | Rules: Pyaar Ka Superhit Formula |                               | Special appearance                                               |
| 2003 | Zameen                           | Nandini                       |                                                                  |
| 2004 | Ishq Hai Tumse                   | Kushboo                       |                                                                  |
| 2004 | Aetbaar                          | Ria Malhotra                  |                                                                  |
| 2004 | Rudraksh                         | Gayetri                       |                                                                  |
| 2004 | Rakht                            | Drishti                       |                                                                  |
| 2004 | Madhoshi                         | Anupama Kaul                  |                                                                  |
| 2005 | Chehraa                          | Megha                         |                                                                  |
| 2005 | Sachein                          | Manju                         | Tamil film                                                       |
| 2005 | Viruddh... Family Comes First    |                               | Special appearance                                               |
| 2005 | Barsaat                          | Anna                          |                                                                  |
| 2005 | No Entry                         | Bobby                         | Nominated—Filmfare Award for Best Supporting Actress             |
| 2005 | Apaharan                         | Megha                         |                                                                  |
| 2005 | Shikhar                          | Natasha                       |                                                                  |
| 2006 | Hum Ko Deewana Kar Gaye          | Sonia Berry                   |                                                                  |
| 2006 | Darna Zaroori Hai                | Varsha                        |                                                                  |
| 2006 | Phir Hera Pheri                  | Anuradha                      |                                                                  |
| 2006 | Alag                             |                               | Special appearance in song "Sabse Alag"                          |
| 2006 | Corporate                        | Nishigandha Dasgupta          | Nominated—Filmfare Award for Best Actress                        |
| 2006 | Omkara                           | Billo Chamanbahar             |                                                                  |
| 2006 | Jaane Hoga Kya                   | Aditi                         |                                                                  |
| 2006 | Dhoom 2                          | ACP Shonali Bose/ Monali Bose |                                                                  |
| 2007 | Nehlle Pe Dehlla                 | Pooja                         |                                                                  |
| 2007 | No Smoking                       |                               | Special appearance in song "Phoonk De"                           |
| 2007 | Om Shanti Om                     | Herself                       | Special appearance                                               |
| 2007 | Dhan Dhana Dhan Goal             | Rumana                        |                                                                  |
| 2008 | Race                             | Sonia                         |                                                                  |
| 2008 | Bachna Ae Haseeno                | Radhika/Shreya Rathod         | Nominated—Filmfare Award for Best Supporting Actress             |
| 2008 | Rab Ne Bana Di Jodi              |                               | Special appearance in song "Phir Milenge Chalte Chalte"          |
| 2009 | Aa Dekhen Zara                   | Simi Chatterjee               |                                                                  |
| 2009 | All The Best: Fun Begins         | Jhanvi Chopra                 |                                                                  |
| 2009 | Shob Charitro Kalponik           | Radhika                       | Bengali film                                                     |
| 2010 | Pankh                            | Nandini (Alter-ego)           |                                                                  |
| 2010 | Lamhaa                           | Aziza                         |                                                                  |
| 2010 | Aakrosh                          | Geeta                         |                                                                  |
| 2011 | Dum Maro Dum                     | Zoey                          |                                                                  |
| 2012 | Players                          | Riya                          |                                                                  |
| 2012 | Jodi Breakers                    | Sonali Agnihotri              |                                                                  |
| 2012 | Singularity                      | Tulaja Naik                   | English film                                                     |
| 2012 | Raaz 3D                          | Rihanna                       | Filming                                                          |
| 2013 | Race 2                           | Sonia                         | Guest appearance                                                 |